# Princess Sumaya University of Technology
Die Princess Sumaya University for Technology wurde 1991 als gemeinnützige Privatuniversität in Jordanien gegründet und ist Eigentum der Royal Scientific Society. PSUT ist auf Informationstechnologie, Kommunikation und Elektronik spezialisiert.
1991 wurde die Schule gegründet von Sumaya Bint al - Hassan. Die Princess Sumaya University for Technology und das UN Global Compact Network in Jordanien unterzeichnen eine Absichtserklärung.
Die Princess Sumaya University for Technology und das Global Compact Network der Vereinten Nationen in Jordanien haben offiziell eine Vereinbarung unterzeichnet.